# Département de Valle Fértil
Le département de Valle Fértil est une des 19 subdivisions de la province de San Juan, en Argentine. Son chef-lieu est la ville de Villa San Agustín.
Le département a une superficie de 6 419 km2. Sa population s'élevait à 6 864 habitants au recensement de 2001.
Sur le territoire de ce département sont situés le parc naturel provincial Ischigualasto ou vallée de la lune (Valle de la Luna) ainsi que le parc naturel provincial Valle Fértil.

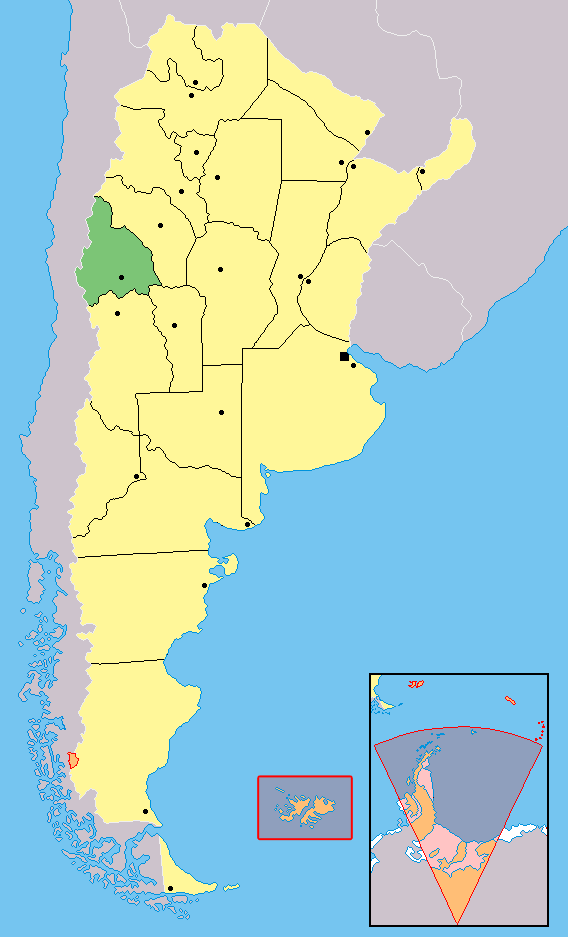
Localisation de la province de San Juan en Argentine